# Charles Bianchini
Pour les articles homonymes, voir Bianchini.
Antoine Charles Bianchini dit Charles Bianchini est un créateur de costumes né à Lyon le 11 février 1859 et mort à Paris (9e arrondissement) le 3 mars 1905.

## Biographie
Fils d'Antoine Joseph Bianchini et d'Elisabeth Chavas, Charles Bianchini nait au 12 rue Confort, dans le deuxième arrondissement de Lyon.
Il débute en dessinant des costumes de fantaisie pour des revues. Il devient de 1883 à 1905 le dessinateur attitré de l'Opéra, tout en continuant à dessiner pour d'autres scènes parisiennes, notamment celle de l'Opéra-Comique.
En 1897, il prend la direction du concert de l'Eldorado, mais fait rapidement faillite.
Il subit plusieurs tentatives d'assassinat, dont une aurait été manigancée par sa femme en 1898. Cette dernière a été arrêtée et jugée coupable en 1899, puis graciée la même année,.
En 1893, il habite au 9 rue Boudreau à Paris puis déménage en 1900 au 55 boulevard des Batignolles.
Il meurt à son domicile au 82 rue Blanche. Si, au début, il est soupçonné un assassinat, l'autopsie confirme une mort naturelle. Ses obsèques ont lieu à la Trinité à Paris, et son corps est inhumé à Lyon.

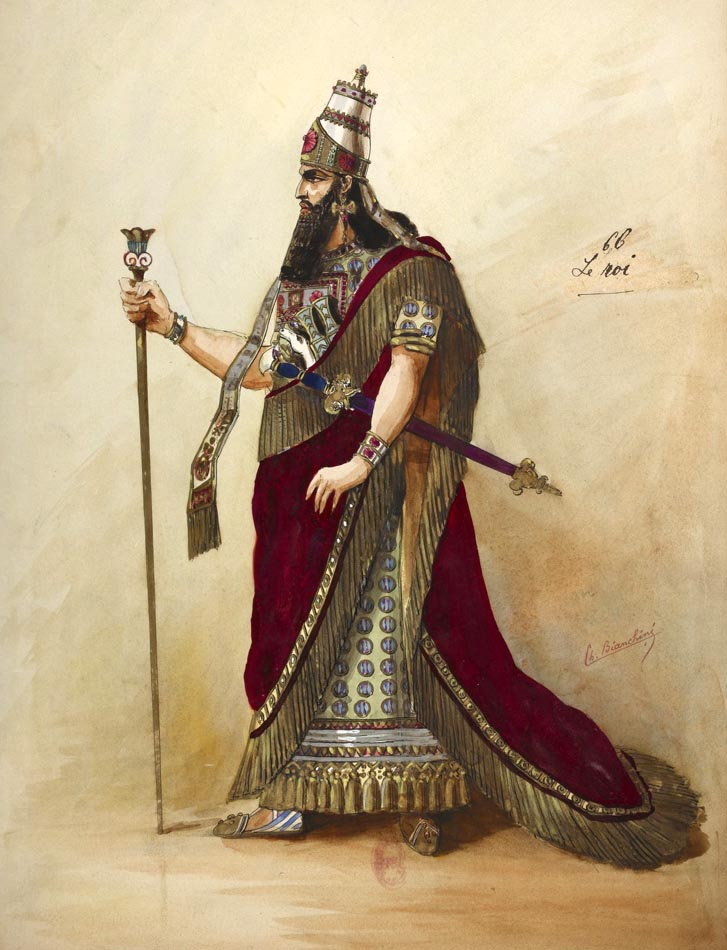
Costume du Roi pour Le Mage de Jules Massenet, par Charles Bianchini

## Œuvres
- Hamlet, William Shakespeare[6]
- Sigurd, Ernest Reyer[7]
- Patrie !, Émile Paladilhe[8],[9],[10],[11]
- Lohengrin, Richard Wagner[12]
- Les Filles du Diable, L. Péricaud et À. de Jallais[13]
- Roman d'un jour, Eugène Anthiome[14]
- Les Petites Pompières, Péricaud et de Jallais[15]
- Le Pré aux clercs, Ferdinand Hérold[16]
- Le Mage, Jules Massenet
- La Montagne noire, Augusta Holmès